# Bouzeguene
Bouzeguene là một đô thị thuộc tỉnh Tizi Ouzou, Algérie. Dân số thời điểm năm 2002 là 26.168 người.